# Rahmenlose Blockbauweise

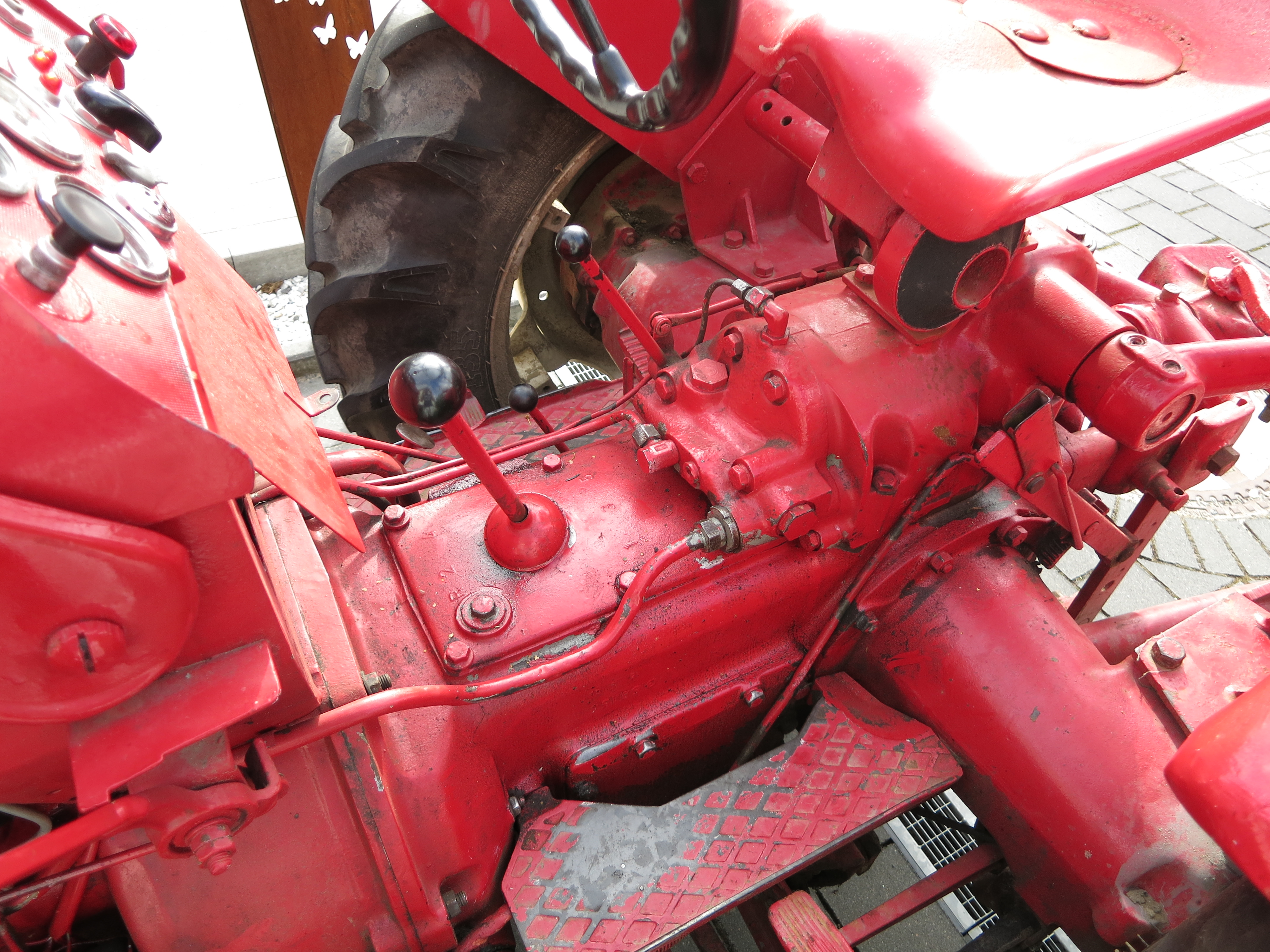
Beispiel Porsche-Diesel 218:
Hinterachsgetriebeeinheit, an die unmittelbar die Kupplungsglocke angeflanscht ist

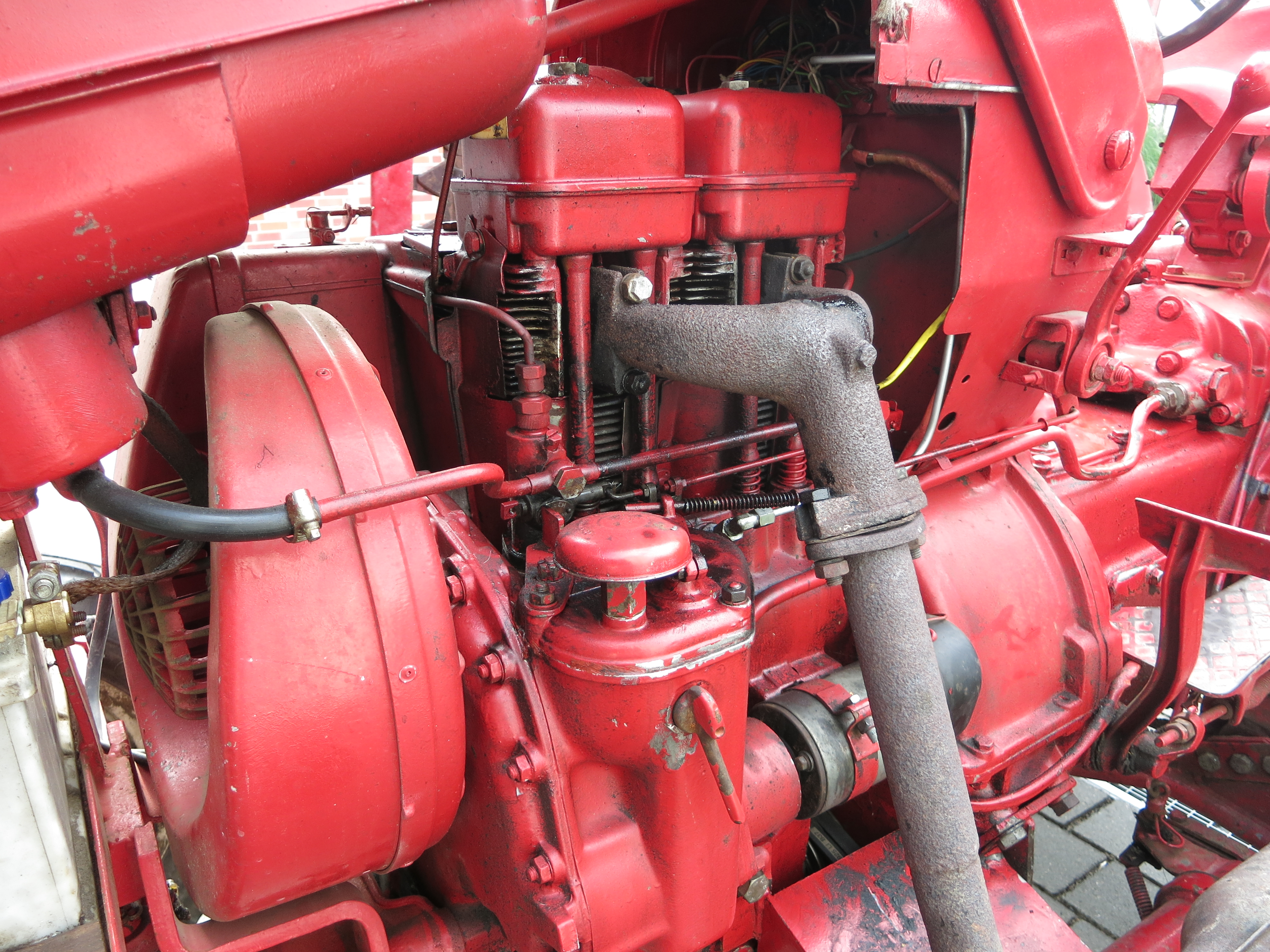
Nach der Kupplungsglocke folgt der Motorblock, …

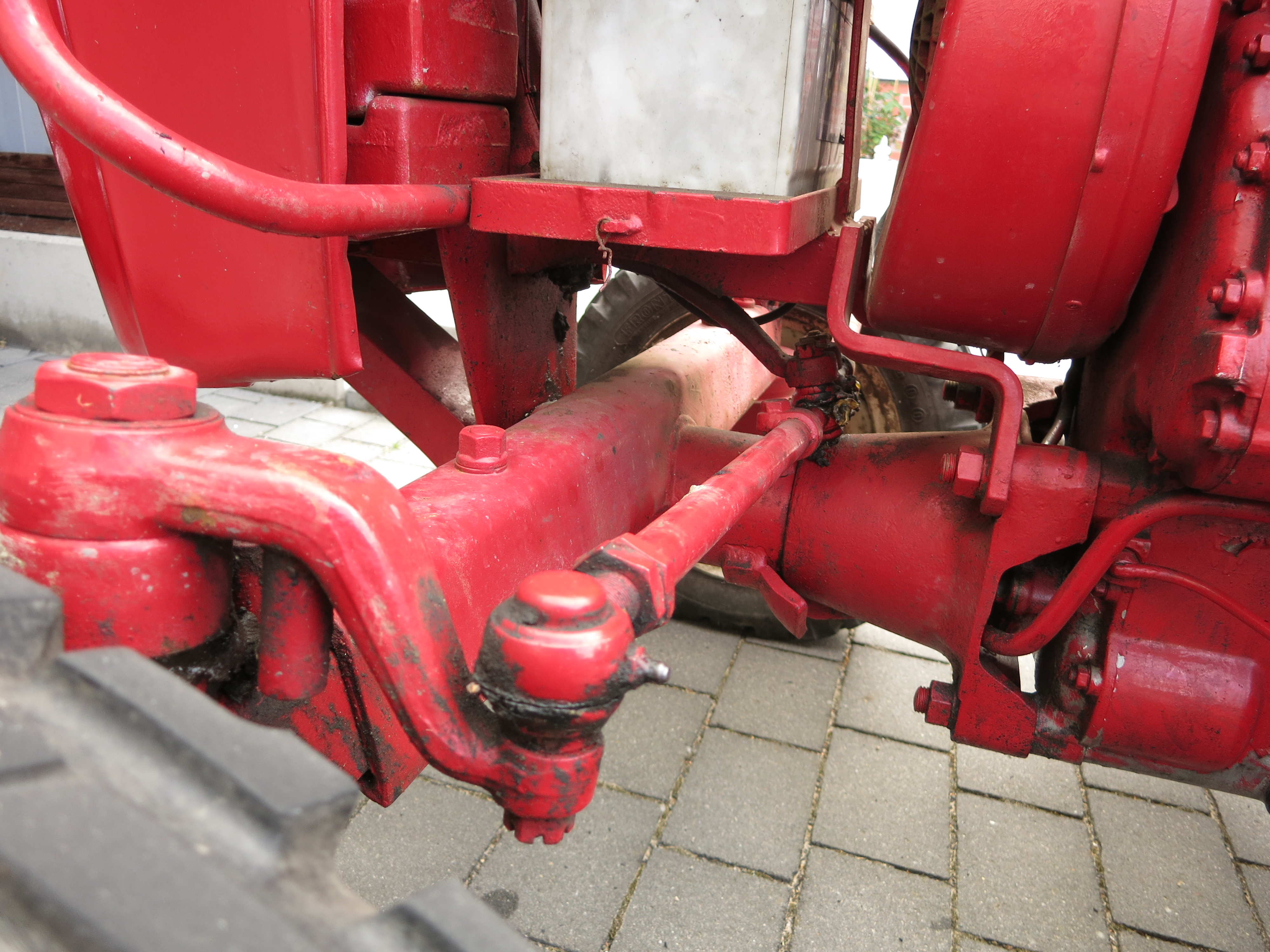
… der mit der Vorderachse verbunden ist.

Die rahmenlose Blockbauweise ist zusammen mit der Rahmen-Bauweise (zum Beispiel Leiter-, Gitter- und Zentralrohrrahmen) und der selbsttragenden Karosserie eine weitere Möglichkeit, bei einem Fahrzeug die einzelnen Fahrzeugteile miteinander zu einer tragenden Konstruktion zu verbinden. Diese Bauweise ist bei Flurförderfahrzeugen und Ackerschleppern üblich. Bei ihr sind sämtliche für den Betrieb notwendigen Komponenten des Fahrzeuges unmittelbar miteinander verbunden. So bilden bei Ackerschleppern meist Hinterachse, Getriebe, Kupplung und der Motorblock, die über Flansche miteinander verschraubt sind, eine Einheit und die Vorderachse ist durch einen Bolzen beweglich am Motorengehäuse angelenkt. Für diese Konstruktion muss bei einem Traktor der in der Mitte eingebaute Motor mit einem besonders kräftigen Kurbelgehäuse versehen sein, damit dort Vorder- und Hinterachskonstruktion befestigt werden können, denn all diese Bauteile tragen sich selbst. Alternativ dazu kann auch die Ölwanne als tragendes Bauteil des Motors ausgebildet sein. Karosseriebauteile sind bei der rahmenlosen Blockbauweise zur Komplettierung des Fahrzeuges nicht notwendig, Traktoren haben aber oft Kotflügel, eine Motorhaube und eine Kabine.